# نيكولاي فاسيليف
نيكولاي فاسيليف هو اقتصادي وسياسي بلغاري، ولد في 28 نوفمبر 1969 في فارنا في بلغاريا. نشط حزبياً في National Movement for Stability and Progress ‏. وقد انتخب Deputy Prime Minister of Bulgaria ‏.